# Salar de Incahuasi
La salina de Incahuasi es un salar, con una laguna la cual se encuentra ubicada al  noroeste del Salar de Arizaro, en la provincia de Salta, Argentina en el límite con Chile.

## Ubicación
El salar está ubicado sobre la línea recta que define el límite internacional entre el volcán Socompa y el cerro del Rincón en la Puna de atacama.

## Historia
Es uno de los más importantes salares de la Puna de Atacama, recibe el nombre de Inca-huasi (Casa del Inca) a partir de una cercana importante mina de oro que fue explotada por los invasores quechuas al mando de la casta inca quienes invadieron estos territorios a los likanantai (atacameños) poco antes de la llegada de los conquistadores españoles.
Luis Risopatrón describe en su Diccionario Jeográfico de Chile: 424  describe dos accidentes geográficos asociados:
Incaguasi (Salar de)  24° 09' 67° 37'. Es estenso, su parte principal queda en la Arjentina i se encuentra a 3 458 m de altitud, al SW de los cerros de; aquel nombre; en su borde W se erijió una pirámide divisoria el 2 de febrero de 1905. 156; de Incahuasi en 134; de Incahuasi o Cori en 117, p. 246 i 259; i de Inca-huasi en 98, carta de San Román (1892).
Incaguasi (Vega de) 24° 07' 67° 33'. Es estensa, de pasto chico i delgado, tiene agua de regular clase difícil de encontrar, pues se halla en pozos mas o menos grandes entre los matorrales i se encuentra a 3 484 m de altitud, a corta distancia al E del estremo N del salar del mismo nombre; presenta, grandes pircas de piedras, en forma de rectángulos, divididos en departamentos para alojar i ofrece bastante pajonal i leña en las faldas de los cerros que se levantan hácia el N. En su cabecera se erijió una pirámide divisoria con la Arjentina, el 2 de febrero de 1905. 134; i 156; Incahuasi en 1, X, p. 249 i carta de Bertrand (1884); 98, III, p. 145 i 162 i carta de San Román (1892); 95, p. 103 i 133; i 117, p. 246 i 258; e Inca-huasi en 98, II, p. 322.

## Características
Este salar, cuya altitud promedio es de 3400 m s. n. m., se destaca por su abundante contenido de potasio, y algo de litio y boro.